# تپه چشمه شامد ۲
تپه چشمه شامد ۲ مربوط به عصر آهن و دوره اشکانیان است و در شهرستان ازنا، بخش جاپلق، دهستان چاپلق شرقی، ۱/۲ کیلومتری جنوب روستای مداواد واقع شده و این اثر در تاریخ ۲۲ آبان ۱۳۸۶ با شمارهٔ ثبت ۲۰۰۸۳ به‌عنوان یکی از آثار ملی ایران به ثبت رسیده است.